# Cozuelos de Ojeda
Cozuelos de Ojeda ist ein spanischer Ort in der Provinz Palencia der Autonomen Gemeinschaft Kastilien und León. Der Ort gehört zu Aguilar de Campoo, er liegt zwölf Kilometer westlich vom Hauptort der Gemeinde. Cozuelos de Ojeda ist über die Straße PP-2135 zu erreichen.

## Sehenswürdigkeiten
- Pfarrkirche Nuestra Señora de la Asunción, erbaut im 17. Jahrhundert
- Ermita Santo Tomás